# Carl Hellström
Carl Leopold Hellström (Göteborg, 10 december 1864 – Göteborg, 4 juli 1962) was een Zweeds zeiler.
Hellström won in 1908 de olympische zilveren medaille in de 8 meter klasse achter de Britse boot. Vier jaar later in eigen land won Hellström met zijn ploeggenoten de gouden medaille in de 10 meter klasse.

## Olympische Zomerspelen
| Jaar | Plaats    | Resultaten      |
| ---- | --------- | --------------- |
| 1908 | Londen    | 8 meter klasse  |
| 1912 | Stockholm | 10 meter klasse |

1912: Filip Ericsson / Carl Hellström / Paul Isberg / Humbert Lundén / Herman Nyberg / Harry Rosenswärd / Erik Wallerius / Harald Wallin ·
1920 (model 1907): Erik Herseth / Sigurd Holter / Gunnar Jamvold / Petter Jamvold / Claus Juell / Ingar Nielsen / Ole Sørensen ·
1920 (model 1919): Charles Arentz / Otto Falkenberg / Robert Giertsen / Willy Gilbert / Halfdan Schjøtt / Trygve Schjøtt / Arne Sejersted